# Stuart Highway

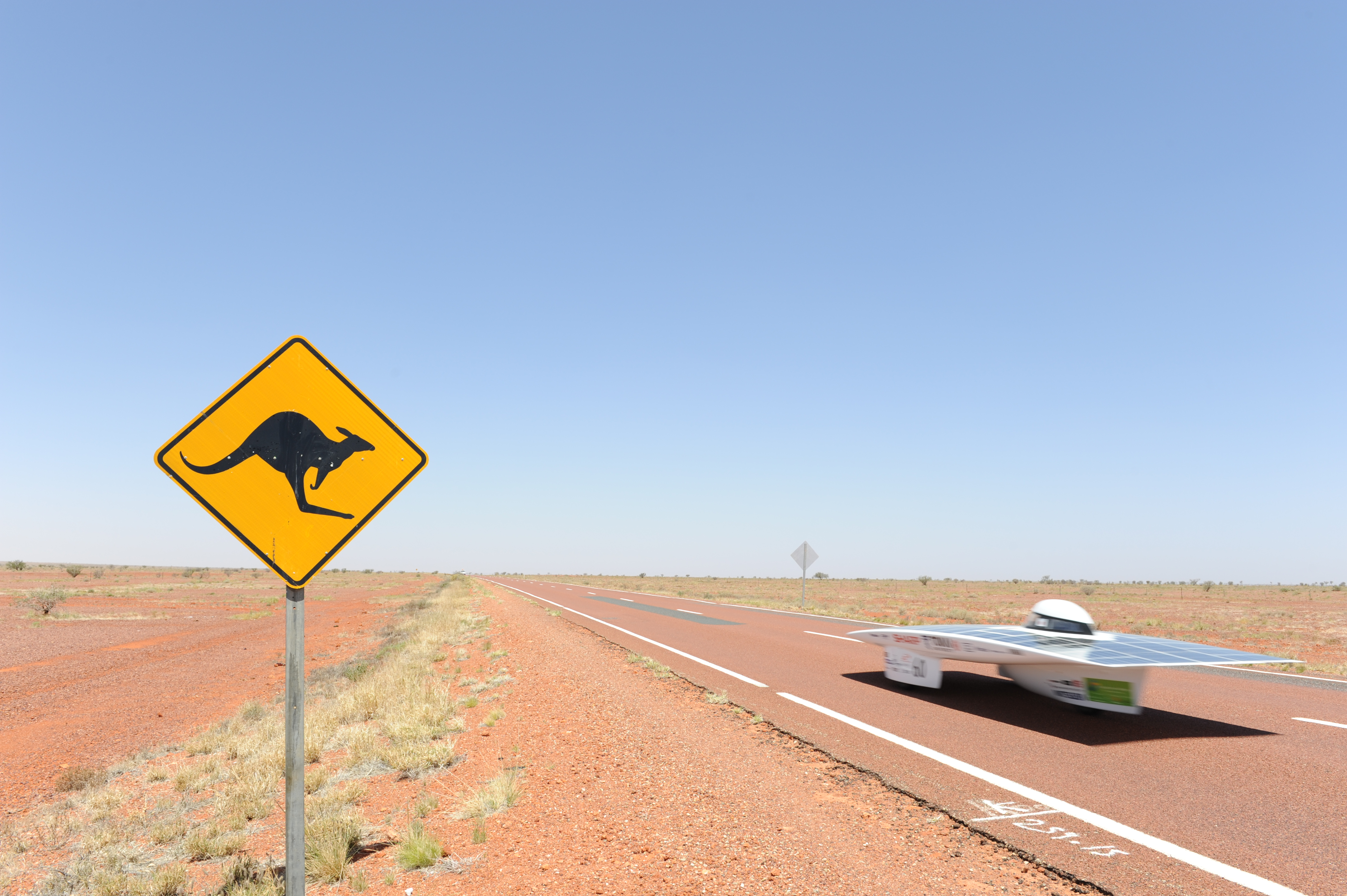
Rodovia nacional australiana Stuart Highway

A Sturt Highway é uma rodovia nacional australiana que passa pelos estados de Nova Gales do Sul, Vitória e Austrália do Sul. A Sturt Highway é uma importante ligação rodoviária para o transporte de passageiros e mercadorias entre Sydney e Adelaide e as regiões situadas adjacentes à rota.